# Amorolfina
Amorolfina (łac. amorolfinum) – organiczny związek chemiczny, lek przeciwgrzybiczy, oddziałuje hamująco na syntezę składników błony komórkowej grzybów pasożytniczych. Wykazuje wysoki zakres działania wobec pleśni, drożdżaków oraz dermatofitów. Amorolfina stosowana miejscowo na płytkę paznokcia przenika do jej łożyska, jednak nawet długotrwałe jej stosowanie nie powoduje kumulowania się leku w organizmie.

## Wskazania
- grzybice paznokci wywołane dermatofitami, drożdżakami i pleśniami.

## Przeciwwskazania
- nadwrażliwość na lek
- nie stosować u dzieci poniżej 6. roku życia
- nie stosować na duże powierzchnie zmienionej zapalnie skóry

## Działania niepożądane
- podrażnienia skóry
- pieczenie w okolicy paznokci
- świąd

## Preparaty
Preparaty dostępne w Polsce: Amorolak, Funtrol, Loceryl, Myconolak.

## Dawkowanie
Lek stosowany zewnętrznie, częstotliwość oraz czas trwania stosowania ustala lekarz, zwykle lakier stosuje się 1–2 razy w tygodniu. Leczenie paznokci u rąk trwa ok. 6 miesięcy, natomiast paznokci u stóp 9–12 miesięcy.